# Buchanan (Georgia)
Buchanan ist eine Stadt und zudem der County Seat des Haralson County im US-Bundesstaat Georgia mit 1104 Einwohnern (Stand: 2010).

## Geographie
Buchanan befindet sich etwa 70 km westlich von Atlanta und rund 15 km östlich der Grenze zu Alabama.

## Geschichte

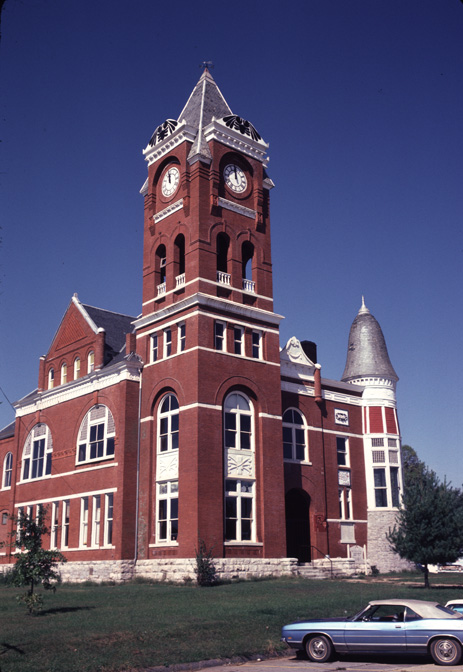
Haralson County Courthouse

Erste Siedler nannten den Ort Pierceville und betrieben überwiegend die Landwirtschaft. Da es jedoch schon einen Ort gleichen Namens in Georgia gab, wurde er zur Vermeidung von Verwechselungen zu Ehren des frisch gewählten amerikanischen Präsidenten James Buchanan in Buchanan umbenannt.   
Am 22. Dezember 1857 erhielt der Ort den Status „Town“, wurde Verwaltungssitz des neu gegründeten Haralson County und erhielt im Jahr 1902 den Status „City“. 
Das Haralson County Courthouse wurde 1891 im Queen-Anne-Stil erbaut. Der Uhrenturm wurde 1897 hinzugefügt. Nachdem im Jahr 1972 ein neues Verwaltungsgebäude (New Haralson County Courthouse) gebaut wurde, nahm man das bisherige Haralson County Courthouse im Jahr 1974 unter der Nummer 74000688 in das National Register of Historic Places auf. Es beherbergt heute die Buchanan-Haralson Public Library und die Haralson County Historical Society.

## Demographische Daten
Laut der Volkszählung von 2010 verteilten sich die damaligen 1104 Einwohner auf 336 bewohnte Haushalte, was einen Schnitt von 2,68 Personen pro Haushalt ergibt. Insgesamt bestehen 405 Haushalte. 
66,4 % der Haushalte waren Familienhaushalte (bestehend aus verheirateten Paaren mit oder ohne Nachkommen bzw. einem Elternteil mit Nachkomme) mit einer durchschnittlichen Größe von 3,30 Personen. In 40,2 % aller Haushalte lebten Kinder unter 18 Jahren sowie in 31,3 % aller Haushalte Personen mit mindestens 65 Jahren.
24,7 % der Bevölkerung waren jünger als 20 Jahre, 29,1 % waren 20 bis 39 Jahre alt, 23,1 % waren 40 bis 59 Jahre alt und 23,3 % waren mindestens 60 Jahre alt. Das mittlere Alter betrug 37 Jahre. 48,2 % der Bevölkerung waren männlich und 51,8 % weiblich.
88,0 % der Bevölkerung bezeichneten sich als Weiße, 8,0 % als Afroamerikaner, 0,2 % als Indianer und 0,4 % als Asian Americans. 1,6 % gaben die Angehörigkeit zu einer anderen Ethnie und 1,8 % zu mehreren Ethnien an. 3,2 % der Bevölkerung bestand aus Hispanics oder Latinos.
Das durchschnittliche Jahreseinkommen pro Haushalt lag bei 27.171 USD, dabei lebten 28,8 % der Bevölkerung unter der Armutsgrenze.

## Sehenswürdigkeiten
Im Jahr 1974 wurde das Haralson County Courthouse in das National Register of Historic Places eingetragen.

## Verkehr
Buchanan wird vom U.S. Highway 27 sowie von der Georgia State Route 120 durchquert. Der nächste Flughafen ist der Flughafen Atlanta (rund 90 km östlich).

## Kriminalität
Die Kriminalitätsrate lag im Jahr 2010 mit 399 Punkten (US-Durchschnitt: 266 Punkte) im durchschnittlichen Bereich. Es gab zwei Körperverletzungen, 20 Einbrüche, 47 Diebstähle und drei Autodiebstähle.